# Giovanni Andrea Cimadori
Giovanni Andrea Cimadori (Ferrara, ... – Lione, 1684) è stato un attore teatrale italiano, il più famoso esponente del teatro modenese contemporaneo.

## Biografia
Giovanni Andrea Cimadori fu noto nelle parti di primo zanni col nome di Finocchio e apprezzato notevolmente dal duca di Mantova e dal duca di Modena, pressi i quali lavorò assieme, tra gli altri, con Luigi Riccoboni, tra i maggiori teorici ed interpreti della Comédie Italienne.
Richiesto a Parigi dal re di Francia Luigi XIV, dovette inizialmente rifiutare l'invito perché ammalato, successivamente quando migliorò le sue condizioni di salute, fu ospite del duca d'Francesco II d'Este, quindi incominciò il lungo viaggio verso la Francia, ma morì durante il trasferimento.
Cimadori lavorò, sempre interpretando Finocchio, anche nei teatri di Venezia, al teatro San Samuele, con la compagnia del duca di Modena di Giuseppe Antonio e Marta Fiala, che nel 1687 comprendeva nelle parti del Capitano Sbranaleoni e di Flaminia, il veronese Costantino Costantini; si esibirono con molte repliche ne Le scioccherie di Gradellino di Tommaso Mondini, pubblicata da Lovisa nel 1689.